# Coleophora flaviella
Coleophora flaviella é uma espécie de mariposa do gênero Coleophora pertencente à família Coleophoridae.